# Cteniscus pedatorius
Cteniscus pedatorius is een vliesvleugelig insect uit de familie van de gewone sluipwespen (Ichneumonidae). De wetenschappelijke naam van de soort is voor het eerst geldig gepubliceerd in 1809 door Panzer.